# Крамај
Крамај (фр. Cramaille) насеље је и општина у североисточној Француској у региону Пикардија, у департману Ен (Пикардија) која припада префектури Соасон.
По подацима из 2011. године у општини је живело 131 становника, а густина насељености је износила 16,13 становника/km². Општина се простире на површини од 8,12 km². Налази се на средњој надморској висини од 153 метара (максималној 197 m, а минималној 123 m).

## Демографија
| 1962. | 1968. | 1975. | 1982. | 1990. | 1999. | 2011. |
| ----- | ----- | ----- | ----- | ----- | ----- | ----- |
| 165   | 172   | 135   | 127   | 108   | 102   | 131   |

График промене броја становника у току последњих година